# Allopaa hazarensis
Espèce
Synonymes
- Rana hazarensis Dubois & Khan, 1979
- Paa hazarensis (Dubois & Khan, 1979)
- Nanorana hazarensis (Dubois & Khan, 1979)

Statut de conservation UICN

 LC  : Préoccupation mineure
Allopaa hazarensis est une espèce d'amphibiens de la famille des Dicroglossidae.

## Répartition
Cette espèce se rencontre entre 1 200 et 1 500 m d'altitude dans les torrents de la Rush Valley dans la division Hazara de la province de Khyber Pakhtunkhwa, l'Azad Cachemire et le Gilgit-Baltistan au Pakistan et l'État de Jammu-et-Cachemire en Inde.
Sa présence est incertaine au Bhoutan et au Népal.

## Description
Le mâle holotype mesure 55,7 mm.

## Étymologie
Son nom d'espèce, composé de hazar[a] et du suffixe latin -ensis, « qui vit dans, qui habite », lui a été donné en référence au lieu de sa découverte, la division Hazara au Pakistan.

## Publication originale
- Dubois & Khan, 1979 : A new species of frog (genus Rana, subgenus Paa) from northern Pakistan (Amphibia, Anura). Journal of Herpetology, vol. 13, p. 403-410.